# Castello di Solignano
Il castello di Solignano era un maniero medievale, i cui resti sorgono sulla cima di un rilievo adiacente al centro di Solignano, in provincia di Parma.

## Storia
Il castello fu edificato intorno al 1000 per volere del Capitolo della Cattedrale di Parma, cui il feudo era stato donato nel 980 insieme a numerose altre terre da parte dell'imperatore del Sacro Romano Impero Ottone II di Sassonia; nel 1039 il margravio di Toscana Bonifacio di Canossa cedette al Capitolo la sua quota di San Secondo e in cambio ricevette in enfiteusi per sé e per i suoi figli e nipoti Solignano, col maniero, la cappella al suo interno, tutte le pertinenze, oltre a numerosi terreni e villaggi. Forse sua figlia Matilde di Canossa perse i diritti su Solignano ai tempi della lotta per le investiture.
Nel 1249 l'imperatore Federico II di Svevia investì il marchese Oberto II Pallavicino di numerosi feudi del Parmense, tra cui Solignano.
Nel 1297 il Comune di Parma vietò la possibilità di ricostruire alcuna fortificazione a Solignano per la parte spettante a Oberto e ai suoi eredi.
Nel 1348 Oberto III Pallavicino ereditò dal padre Manfredino, in seguito alla divisione col fratello Donnino, la sua quota di Solignano, con le pertinenze di Viatica, di Pizzofreddo, di Dongula, di Fosio, di Oriano e di Pagazzano, Frescarolo, Roncole e Busseto, capitale dello Stato Pallavicino, con le pertinenze di Sant'Andrea, di Vidalenzo, di Spigarolo, di Rascarolo e di Semoriva. Nel 1360 Oberto ricevette dall'imperatore Carlo IV di Lussemburgo conferma dell'investitura su numerosi feudi del Parmense, tra cui Solignano.
Nel 1395 l'imperatore Venceslao di Lussemburgo confermò a Niccolò Pallavicino, figlio di Oberto, i diritti su Busseto, Borgo San Donnino, Solignano, Ravarano, Monte Palerio, Tabiano, Bargone, Serravalle, Pietramogolana, Parola, Castelvecchio di Soragna e Soragna.
Nel 1405 le truppe di Ottobuono de' Terzi assediarono il maniero, ereditato da Orlando Pallavicino, figlio naturale di Niccolò, nel vano tentativo di impossessarsene; durante gli aspri scontri il borgo e la chiesa furono semidistrutti.
Nel 1441 Niccolò Piccinino convinse Filippo Maria Visconti del tradimento di Rolando e si fece incaricare di conquistarne lo Stato Pallavicino; il Marchese fu costretto alla fuga e tutte le sue proprietà furono incamerate dal Duca di Milano, che nel 1442 assegnò al condottiero il feudo di Solignano e numerosi altri nel Parmense, tra cui Miano, Sant'Andrea, Taro, Varano Marchesi, Banzola, Visiano, Cella, Tabiano, Monte Manulo, Bargone, Gallinella, Felegara e Monte Palerio. Nel 1445, in seguito alla morte di Niccolò, il Visconti confermò ai suoi figli l'investitura su Borgotaro, Solignano, Castell'Arquato, Varano de' Marchesi, Costamezzana, Banzola, Cella, Borghetto di Lanzabardone, Fiorenzuola, Tabiano, Bargone, Castellina, Castelvetro, Gallinella e numerosi altri castelli.
Nel 1448 Orlando organizzò un esercito per riconquistare le terre perdute; inviò il figlio Giovan Lodovico ad assediare il castello di Solignano, che cadde dopo la completa distruzione delle mura a colpi di bombarda, e riuscì a recuperare quasi tutti i feudi. Nel 1457, alla morte di Rolando, Solignano fu ereditata in parti uguali dai due figli Oberto e Gianfrancesco.
Nel 1551, durante la guerra di Parma, gli abitanti cacciarono il castellano di Solignano e rimasero a turno di guardia.
In seguito il maniero, completamente abbandonato, cadde in degrado. I marchesi Pallavicino mantennero i diritti feudali su Solignano fino al 1805, quando furono aboliti per decreto napoleonico; la famiglia non perse però la proprietà sui beni allodiali; tuttavia già nel 1831 dell'antica fortificazione, da tempo in rovina, sopravvivevano soltanto alcuni resti.

## Descrizione
Del castello medievale sopravvivono soltanto alcuni ruderi sulla cima del monte a strapiombo sulla val Taro, seminascosti dalla boscaglia.